# Машке, Эрих
Эрих Машке (*2 марта 1900 — †11 февраля 1982) — немецкий историк, специалист по Восточной Европе.

## Биография

### Ранние годы
Родился в семье окулиста.
В 1919—1923 гг. изучал медицину в Берлине, Фрайбурге и Иннсбруке. В студенческие годы участвовал в движении Бюндише Югенд, редактировал журнал движения «Белый рыцарь». Полученный опыт побудил его сменить специальность и заняться историей и географией в Берлине и Кёнигсберге. В 1927 г. Машке защитил сначала одну диссертацию (по Тевтонскому ордену), а через два года — вторую (тема «Денарий святого Петра на землях Польши и Тевтонского ордена»).
Работая в Кёнигсберге, Машке занимался в основном поздним Средневековьем, историей Тевтонского ордена, историей и историографией Пруссии. Приват-доцент (1929).

### Карьера при нацистах
В 1933 г. Машке вступил в СА.
В 1935 г. он стал экстраординарным профессором восточно-германской и западно-славянской истории, а спустя два года получил приглашение в Йену, на кафедру новой и новейшей истории. В том же, 1937 г. вступил в НСДАП.
Текущие штудии Машке совпали с государственным и общественным заказом на изучение германской колонизации на Востоке. В работах Машке начали появляться указания на «возвращение немцев на прежние земли Тевтонского ордена» и «триединство расы, народа и территории». В качестве эксперта по «германскому Востоку» он участвовал в обучении военнослужащих вермахта при Генеральном штабе в Познани в годы Второй мировой войны.
В 1942 г. Машке получил приглашение в Лейпциг, где преподавал историю Средних веков на философском факультете и являлся руководителем отделения Национал-социалистического союза немецких доцентов в университете. Помимо этого Машке работал в ряде других нацистских учреждений, в том числе в Ведомстве Розенберга по контролю за общим духовным и мировоззренческим воспитанием НСДАП и в Партийно-государственной контрольной комиссии по защите национал-социалистической печати.
В годы национал-социализма Машке выдвинулся как специалист по Востоку (в специфически нацистском понимании) и отношениям Германии и Восточной Европы. Его имя звучало в одном ряду с Вернером Конце, Клаусом Менертом и Теодором Шидером.
В 1945 г. Машке попал в советский плен, где пробыл восемь лет.

### После войны
В 1953 г. приехал в Шпайер, где воссоединился в семьёй. Занимался краеведением, с 1954 г. работал в Гейдельберге по экономической и социальной истории Средневековья. С 1958 г. работал в Академии наук в Гейдельберге.
В 1959—1968 гг. совместно с Вернером Конце руководил Институтом социальной и экономической истории. Переписывался с Фернаном Броделем, преподавал в качестве приглашенного профессора в École Pratique des Hautes Études Сорбонны.
С 1968 г. член Исторической комиссии Баварской академии наук, с 1964 г. заместитель председателя Комиссии, с 1975 г. — почетный член Комиссии по историческому краеведению Баден-Вюртемберга.
В 1962—1974 гг. под редакцией Машке, руководителя Научной комиссии по истории немецких военнопленных, выходило 22-томное издание «История немецких военнопленных в годы Второй мировой войны».
Через несколько дней после смерти жены Машке покончил с собой.

## Семья
В 1931 г. женился на студентке Елизавете Хорн. В браке родилось двое сыновей.

## Сочинения
1920-е
- Der Deutsche Orden und die Preussen. Berlin: Ebering, 1928.

1930-е
- Der Peterspfennig in Polen und dem deutschen Osten. Leipzig: Hinrichs, 1933.
- Das Erwachen des Nationalbewusstseins im deutsch-slavischen Grenzraum. Leipzig: Hinrichs, 1933.
- Polen und die Berufung des Deutschen Ordens nach Preußen. Danzig: Danziger Verlagsges., 1934.
- Die treibenden Kräfte in der Entwicklung Polens. [Königsberg]: Bund Dt. Osten, 1935.
- Der deutsche Ordensstaat. Hamburg: Hanseat. Verl. Anst., 1935.
- Das germanische Meer. Berlin: Verl. Grenze u. Ausland, 1935.
- Sachsenmärchen aus Siebenbürgen. Potsdam: Voggenreiter, [1936].
- Der deutsche Osten vom Ende des Ordensstaates bis zum Weltkrieg // Der deutsche Osten. Berlin: Propyläen, 1936. S. 367—394.
- Thüringen in der Reichsgeschichte. Jena: Fischer, 1937.
- Mittelalter. Leipzig: Teubner, 1937.
- Der sudetendeutsche Raum. Jena: Frommann, 1938.
- Der Deutsche Orden. Jena: Diederichs, 1939.

1940-е
- Die geschichtsbildenden Kräfte des Ostraumes von der Gründung des Warägerreiches ab. München: Eher, 1942.
- Der deutsche Ritterorden. Berlin: Deutscher Verl. f. Politik u. Wirtschaft, 1942.
- Das Geschlecht der Staufer. München: Bruckmann, 1943.

1950-е
- Der Kampf zwischen Kaisertum und Papsttum. Konstanz: Akademische Verl. Ges. Athenaion, 1955.

1960-е
- Sinn und Aufgabe der Kriegsgefangenendokumentation. Bad Godesberg: Verband d. Heimkehrer Deutschlands e.V., 1960.
- Beiträge zum Recht der Stadt Neustadt an der Haardt. Speyer a. Rh.: Verl. d. Histor. Vereins d. Pfalz e.V., 1962.
- Grundzüge der deutschen Kartellgeschichte bis 1914. Dortmund: Gesellschaft f. Westfäl. Wirtschaftsgeschichte e.V., 1964.
- Gesellschaftliche Unterschichten in den südwestdeutschen Städten. Stuttgart: Kohlhammer, 1967.
- Die Pforzheimer Schmuck- und Uhrenindustrie. Pforzheim: Stadt Pforzheim, [1967].
- Verwaltung und Gesellschaft in der südwestdeutschen Stadt des 17. und 18. Jahrhunderts. Stuttgart: Kohlhammer, 1969.
- Universität Jena. Köln: Böhlau, 1969.
- Stadterweiterung und Vorstadt. Stuttgart: Kohlhammer, 1969.
- Es entsteht ein Konzern. Tübingen: Wunderlich-Verl. Leins, 1969.

1970-е
- Domus hospitalis Theutonicorum. Bonn-Godesberg: Verlag Wissenschaftliches Archiv, 1970.
- Städtische Mittelschichten. Stuttgart: Kohlhammer, 1972.
- Stadt und Ministerialität. Stuttgart: Kohlhammer, 1973.
- Stadt und Umland. Stuttgart: Kohlhammer, 1974.
- Aus Stadt- und Wirtschaftsgeschichte Südwestdeutschlands. Stuttgart: Kohlhammer, 1975.
- Zur Geschichte der Industrialisierung in den südwestdeutschen Städten. Sigmaringen: Thorbecke, 1977.
- Städtisches Haushalts- und Rechnungswesen. Sigmaringen: Thorbecke, 1977.
- Stadt und Universität im Mittelalter und in der früheren Neuzeit. Sigmaringen: Thorbecke, 1977.
- Die Stadt am Fluss. Sigmaringen: Thorbecke, 1978.

1980-е
- Südwestdeutsche Städte im Zeitalter der Staufer. Sigmaringen: Thorbecke, 1980.
- Städte und Menschen. Wiesbaden: Steiner, 1980.
- Die Familie in der deutschen Stadt des späten Mittelalters. Wiesbaden: Winter, 1980.